# Zuiderzeespoorweg
Zuiderzeespoorweg is de naam van een ontworpen maar niet gerealiseerde rechtstreekse spoorverbinding van 57 kilometer lengte van Anna Paulowna naar Harlingen over de Amsteldiepdijk en Afsluitdijk.
De spoorlijn, niet te verwarren met de evenmin gerealiseerde Zuiderzeelijn in een latere periode, was bedoeld om de reistijd tussen Noord-Holland en Friesland te verkorten omdat de bestaande spoorlijn een grote omweg van 207 km maakt (Amsterdam - Amersfoort - Zwolle - Leeuwarden). De alternatieve route via de spoorlijn Zaandam - Enkhuizen en de spoorlijn Leeuwarden - Stavoren was met 141 km aanzienlijk korter, maar verloor veel tijd doordat de Zuiderzee moest worden overgestoken via de veerdienst Enkhuizen - Stavoren. De route Amsterdam - Leeuwarden via de Zuiderzeespoorweg zou een totale lengte krijgen van 151 km. 

## Gedacht tracé
De eerste plannen voor een afsluitdijk met spoorlijn tussen het Noord-Hollandse eiland Wieringen en het Friese stadje Hindeloopen werden al in 1866 en 1872 door het Noord-Hollandse Statenlid Pieter Opperdoes Alewijn (later Tweede Kamerlid) ingediend. Nadat er nog vijftien andere - al dan niet uitgewerkte - voorstellen voor een afsluitdijk met of zonder spoorlijn waren geopperd, kwam een door Cornelis Lely voorgezeten staatscommissie in 1891 met een plan dat de grondslag werd voor de aanleg van de Afsluitdijk. Ook daarin was een spoorlijn opgenomen.
In juni 1919 kreeg de spoorwegingenieur J.W.Th. van Oyen de opdracht een ontwerp te maken voor de nieuwe Zuiderzeespoorweg op basis van het plan-Lely. De lijn zou na station Anna Paulowna aftakken van de spoorlijn van Alkmaar naar Den Helder en lopen langs de latere Provinciale weg 249, de Amsteldiepdijk en over Wieringen naar Den Oever. Vervolgens over de Afsluitdijk naar Piaam op het Friese vasteland en dan bij Hieslum aansluiten op de spoorlijn van Stavoren naar Leeuwarden.
In 1925 werd echter besloten de Afsluitdijk niet bij Piaam maar bij Zurich aan te laten sluiten op het Friese vasteland omdat de zeebodem daar steviger was. Hierbij zou de spoorlijn na Zurich langs de latere Rijksweg 31 naar station Harlingen lopen en daar aansluiten op de spoorlijn naar Leeuwarden en Groningen. De reis tussen Amsterdam en Leeuwarden zou volgens een in 1929 gemaakte berekening 2½ uur duren, 70 minuten korter dan via Amersfoort en Zwolle. De gemeenten Bolsward en Sneek waren het niet eens met het gekozen tracé en pleitten vanwege hun economische belangen tevergeefs voor een alternatief tracé langs deze plaatsen.
In 1931 werd een ontwerp van de dubbelsporige spoorlijn aan de minister van Waterstaat Paul Reymer aangeboden. Na toestemming tot aanleg zou exploitatie van de spoorlijn gaan naar de HSM, die toen al samen met de Staatsspoorwegen deel uitmaakte van de belangenmaatschap Nederlandse Spoorwegen. Volgens het plan moest van de bestaande spoorweg in Noord-Holland het spoor worden verdubbeld tussen Heerhugowaard en Anna Paulowna. Er zouden stations komen in Van Ewijcksluis, Hippolytushoef en Den Oever. Aan de Friese kant waren geen nieuwe stations gepland, ook is niet duidelijk of het traject Harlingen-Leeuwarden zou worden verdubbeld.

## Uitstel en afstel
Er kwam van de minister echter vooralsnog geen toestemming voor de aanleg, omdat door de economische crisis van de jaren 30 het geld ontbrak en de schuldenlast van de spoorwegen tot 20 miljoen gulden was opgelopen. Daarnaast kregen de spoorwegen steeds meer concurrentie van het opkomende wegverkeer, waardoor de inkomsten nog verder terug liepen. In 1939 werden de kosten geschat op 14 miljoen gulden. In 1940 is nog even gedacht de spoorlijn alsnog aan te leggen als werkverschaffingsproject. In 1950, na bijna twintig jaar uitstel, schreef F.Q. den Hollander, president-directeur van de NS, aan het ministerie van Waterstaat dat van aanleg van de Zuiderzeespoorweg definitief zou moeten worden afgezien. Een rendabele exploitatie van de spoorlijn zou gezien de hoge aanlegkosten onmogelijk zijn gebleken. In 1956 werd dit standpunt officieel door minister Jacob Algera bekrachtigd.

## Uitvoering
Over de uitvoering van de spoorlijn is verder weinig bekend, afgezien van de dubbelsporigheid. Elektrificatie werd in het midden gelaten. Ook is niet duidelijk hoe op de Amsteldiepdijk en Afsluitdijk de infrastructuur tegen harde wind en storm beschermd zou worden. Ook over de gedachte dienstregeling, stop en sneltreinen en materieelinzet is weinig bekend. Wel waren in 1929 berekeningen gemaakt voor de tarieven en de reisduur.   
Op Wieringen is de sleuf waarin de spoorlijn zou komen te liggen vanaf de Amsteldiepdijk nog te herkennen. Een deel van het oorspronkelijke spoortracé vult het tracé van de huidige autoweg, die Wieringen in tweeën deelt. De noordelijke strook op de Afsluitdijk  was voor een spoorlijn gereserveerd met ruimte voor dubbelspoor, maar bleef tot begin jaren zeventig onbenut. Wel werden diverse voorzieningen getroffen voor een spoorlijn. Zo werden de schutsluizen bij Den Oever en Kornwerderzand voorzien van landhoofden voor een spoorwegbrug. Begin jaren zeventig werden het onbenutte tracé en de landhoofden toegevoegd aan de autoweg met nieuwe bruggen, waardoor het wegverkeer meer ruimte kreeg.

## Alternatief
Na het gereedkomen van de Afsluitdijk werd op 23 mei 1933 door de NS-dochteronderneming ATO een rechtstreekse busdienst ingesteld tussen Alkmaar en Leeuwarden, die nog steeds bestaat in de vorm van Qliner 350, geëxploiteerd door Arriva Personenvervoer Nederland.